# Madrigál
A madrigál elsősorban 3–5 szólamú előadói csoportok számára készült zenei vagy szöveges kompozíció, amely Itáliából származik, és különösen a reneszánsz és a barokk korban terjedt el.
A szó eredetéről ma is vita folyik: etimológiáját a vulgáris latin mandria-mandrialisból feltételezik a rusztikus és pásztori tartalomra hivatkozva; a matrix-matricalisból (anyanyelv, dialektus) vagy Bruno Migliorini által javasolt jelentés szerint „a legegyszerűbb módon”; a provence-i mandra gal, "pásztorének" vagy a spanyol madrugada „hajnal”; a latin „materialis”-ból a „spiritualis” vagy „anyagi vagy nagy dolgok” helyett. Mindezek a 14. századi zenei madrigál jellemzői lettek. A madrigál eredeti, a 14. században széles körben alkalmazott formája hattól tizennégyig változó számú hendekaszótagok egymásutánjából áll, amelyek rövid versekre oszlanak, különféle rímegyezésekkel és mindig végső rímpárral.

## A kezdetek
Ha Dante már írt rövid verseket, amelyeket talán barátja, Casella zenésített meg, akiről a Purgatóriumban beszél. Az első madrigálok, amelyeket 1330 körülről ismerünk, a francia vezészólamokhoz hasonlóan, 2 és ritkán 3 fő számára készültek. Hangok, amelyek közül az első dallamos, a második alsó, kíséro harmonikus támogató funkciókat lát el. Hangszereket is lehetett használni az előadásban, és tisztán hangszeres madrigálok is vannak. Abban az időben a madrigálok, valamint a vadászatok és balladák fő zeneszerzői Giovanni da Cascia, Jacopo da Bologna és mindenekelőtt Francesco Landini voltak.
A 15. század elején volt egy ilyen napfogyatkozás; a század végén tanúi lehettünk a farsangi ének megerősítésének Toszkánában, amelyet Lorenzo the Magnificent és Angelo Poliziano, Észak-Itáliában pedig a frottola című szerzeményét, amely általában komolytalan szerelmi tartalmú kompozíció, megerősítették egy oktáv nyolcas versek, 3 vagy 4 szólamra megzenésítve, amelyek közül az első monodikusan kiemelkedik, a többi pedig ellenpontként működik. A műfaj főbb zenészei Bartolomeo Tromboncino és Marchetto Cara voltak.
Ez a rögzített forma (azaz a zene és a költői képek közötti viszonylagos szervezeti függetlenség jellemzi) az olasz Ars novából származik, és Giovanni da Firenze megállapította tipikus jellemzőit: minden versszak melizmával kezdődik és végződik, míg a központi rész szótagolós. A szuperius felső hangja túlsúlyban van a szótagosabb tenorral szemben. Monotextuális is (egy zenei szöveget szemléltet), és inkább a dallami linearitás, mint a harmónia felé hajlik.
A zene azonban a versszöveg strofikus menetét követi, amelyet 2 vagy 3 hármas és egy refrén jellemez: a hármasoknak azonos a zenéje (ezért aa/a-val azonosítjuk), míg a záró refrénnek más a zenéje (ezért b-vel azonosul). Szoros kapcsolatban áll a furcsasággal. Íme egy madrigál szövege , Giovanni da Firenze zenéjére:

„Agnel son bianco e vo belando be,
e, per ingiuria di capra superba
belar convengo e berdo un boccon d'erba

El danno è di colui, io dico in fè
che grasso mi de' aver con lana bionda,
se capra turba e non m'abbi tonda. 

Or non so bene che di me sarà,
ma pur giusto signor men mal vorrà”

– F. Sacchetti, Agnel son bianco

## Tetőpontja
Bár mindkettő többszólamú, meg kell különböztetni a 13–14. századi, sztrofikus, zárópáros madrigált a 16. századi asztrofikustól és sokkal változatosabbtól.
A tizenhatodik századi zenei madrigál, amelyből körülbelül 40 000 darabot őriznek nyomtatásban, produktív dimenziója olyannyira, hogy nagymértékben meghaladja az összes többi profán énekforma és az összes európai nyelv nem liturgikus vokális többszólamú termését. Összeállított, és a késő reneszánsz zenei kommunikáció csúcsát képviseli, amely szinte az összes 16. és 17. századi európai zenei termést érinti és befolyásolja.
Ennek teljes megerősítése tehát a 16. században következett be: 1520-ban Velencében Petrarca szövegei alapján kiadták Bernardo Pisano zenei könyvét, amely a flamand motettához közelítve a 16. századi madrigál „születési anyakönyvi kivonatát” alkothatta az új madrigállal együtt. Madrigálok több kiváló zenésztől, valoságos zenegyűjtemény, amely 1533-ban Velencében született, Costanzo e Sebastiano Festa, Philippe Verdelot, Jacobo de Toscana és Maistre Jan tollából. Az új madrigál a frottola fúziója a francia és a flamand többszólamúsággal, és valójában a főbb zeneszerzői mindenekelőtt flamandok, mint például Adrian Willaert, akié az 1539-es Musica Nova, továbbáJacques Arcadelt, Cipriano de Rore. Utóbbi, összetett harmóniák és bonyolult ellenpontok szerzője, változatos ritmusokkal, kifinomult deklamációval gondoskodik arról, hogy a zene a szöveghez tapadjon; zenéjét legalább az egész évszázadon át tanulmányozták, mintaként szolgálva a későbbi zeneszerzőknek, olyannyira, hogy 1577-ben oktatási céllal ki is nyomtatták madrigáljainak gyűjteményét.
A század második felének zeneszerzői de Rore nyomán kiemelt figyelmet szenteltek a szöveg zenével való megfeleltetésének, kromatikus és expresszív kutatásokkal, visszhang- és kontrapont effektusokkal egészen az ún. vizuális zenéig, amelyben a homonim hangjegyeket olyan szövegszótagoknak kell megfeleltetni, mint a szo, mi, fa, re, a fekete hangok (vagy éppen ellenkezőleg, a fehér hangok) használata, a szomorúság vagy az öröm érzésének kifejezése, a dallam emelése egybecsengése olyan szavakkal, mint az ég, és leereszkedése az olyanokkal, mint a mély és hasonlók. A legszigorúbb madrigalisták közé tartozik a flamand Orlando di Lasso, Giovanni Pierluigi da Palestrina, a profán és szent madrigálok szerzője, a velencei Andrea Gabrieli, aki kórusrecitativót és párbeszédet alkalmaz, unokaöccse,  Giovanni Gabrieli, Luca Marenzio.

### A 16/17. századi madrigál
Ebben az időszakban kezdett érvényesülni a költői szöveg iránti figyelem, amelyhez a zene hajlamos volt erősen ragaszkodni: így született meg a madrigalizmus kifejezés is, amely a költői szöveghez való viszonyát emeli ki (lásd Zenei retorika). A szöveg metrikus változatossága új zenei megoldásokra is ösztönzi a zenészt, ezen felül igazolja a kifejezőképességet; ezért szemléltetőképességgel rendelkezik. Ezért egyértelmű eltérés tapasztalható a 14. századi madrigáltól. Ez egy durchkomponiert ( nyitott formájú kompozíció) zene, folyamatos invencióval; használják:
- az utánzás ellenpontja
- akkord epizódok
- gyors vagy lassú ritmusok
- alacsony vagy magas regiszterek
- szokatlan dallamugrások
- akkordok kromatikával vagy mássalhangzókkal

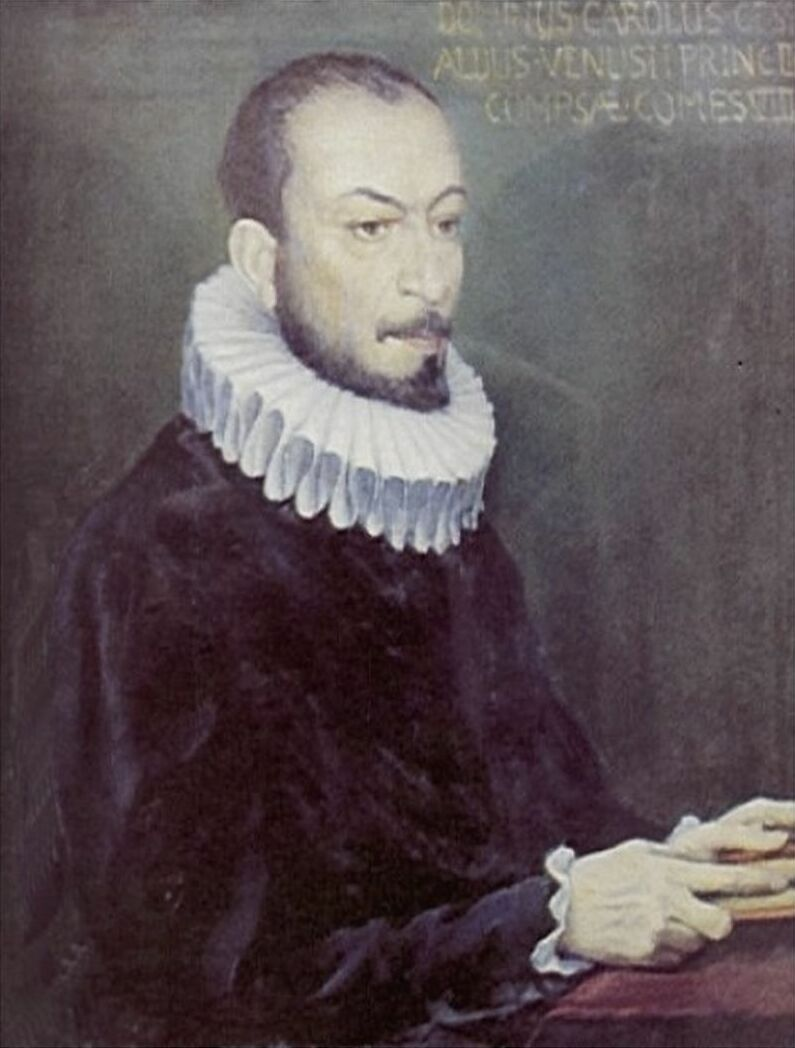
Carlo Gesualdo Venosa hercege és Gesualdo ura

A 16. században a legelterjedtebb forma ötszólamú volt, mindegyik többszólamú, azaz főhang és egyéb kísérőhang nélkül. Ez a kulturált társadalom játéka, amely élvezi egy fontos vers elemzését. Korszakonként nagyon eltérő jellemzőket követ. Körülbelül öt percig tart; összehangolt felépítésű különböző szakaszokat mutat be. Különféle témákkal foglalkozik, mint pl.:
- Plátói vagy testi szerelem a barokkban
- a halállal kapcsolatos
- vallási (az oratórium eleje)

A madrigálok egyéb típusai:
- kromatikus madrigál : a fekete hangok (azaz a legrövidebbek) aláhúzzák a madrigalizmus tárgyát képező fókuszszavakat
- levegős madrigál : a levegő uralkodik a többi akkordrészen
- drámai madrigál : váltakozó és kontrasztos hangulatokat mutattak be

### Madrigálszerzők
- Ludovico Ariosto, tizenkét madrigál szerzője a Rimen belül.
- Torquato Tasso, a „Qual rugiada o qual pianto” madrigál szerzője
- Orlando di Lasso, a tizenhatodik századi zenei körkép minden bizonnyal legtermékenyebb szerzője, élete nagy részét ennek a műfajnak szentelte, amelyet a kifinomultság és a kontrapontos összetettség jellemez
- Luca Marenzio, lásd a madrigálokról szóló könyveit.
- Carlo Gesualdo Venosa hercege; Nápolyban alkotott : amatőr zenész volt (vagyis élvezetből muzsikált), zenéje csupa kísérletezés. Számára a szöveg az elsőbbség: minden ritmikus és harmonikus merészségét, szélsőséges kromatikusságát a költői megjelenítéshez való maximális zenei megfelelés igénye indokolja.
- Antonio il Verso, a szicíliai többszólamú iskola fő képviselője.
- Claudio Monteverdivel véget ért az olasz madrigál aranykora: Kilenc madrigálkönyve a műfaj fejlődését követi nyomon. Az Ötödik könyv, 1605-ben, még ötszólamú−többszólamú madrigáljaihoz a basso continuo hozzáadódik, és megjelenik a monódia, vagyis az egyik szólam, általában a szoprán elsőbbsége a többinél. A tendencia a következő négy könyvben is érvényesül – az 1614-es Hatodik könyv tartalmazza a híres Ariadné panasza, amely az 1608-as Ariadne operából származik – 1, 2, 3 szólamra, folyamatos basso continuóval és kötelező hangszerekkel, amelyek a klasszikus madrigál és a barokk monodista egyesülését alkotják.

A madrigált nagyra értékelték Nicholas Yonge művének, a Musica Transalpinának 1588-ban történő megjelenése után, amely 57 olasz madrigálból álló gyűjtemény angolra fordított szövegekkel, amelyek többsége Alfonso Ferrabosco és Luca Marenzio kompozícióit tartalmazza. Így született meg a nemzeti madrigál kultúrája; az utolsó olasz madrigálgyűjtemény, az Arias for 3 voices 1627-ben jelent meg. A korabeli összes jelentős angol zenész komponálta, maximális kifejezésmódját a helyi hagyományokhoz leginkább kötődő William Byrd, Orlando Gibbons műveivel, Thomas Morley-val, a legtermékenyebb, legnépszerűbb és legolaszabb madrigalistával érte el, melodikusan kellemes hangvétellel, modern harmonikus érzékkel és világos kontrapontos írásmóddal, és mindenekelőtt John Wilbye jal, egy finom, erős költői érzékenységű zeneszerzővel, és voltak olyan zenészek is, akik romantikus dalszövegeket írtak, mint például John Dowland, aki a „Gyere ismét” és más madrigálok szerzője.

### Franciaországban
A francia madrigál nem aratott sikert, mivel ez már sokat köszönhet a hagyományos nemzeti sanzonnak, így Claudin de Sermisy Altro non è mio amore című 1534-es és Clément Janequin egyetlen madrigálja, a Sì come il chiaro sole fier 1540-ben készült, mindkettő vulgáris olasz nyelven, hogy ne térjenek el a megszokott énekeiktől, tiszta ritmussal és pontos szótagozással.

### Spanyolországban
A spanyol madrigál jelentős sikereket ért el, miközben általában megtartotta a hagyományos villancicó, canción és romance neveket. A katalán Pere Alberch i Vila volt az, aki először vette fel a nevet Odarum quas vulgo madrigales appellantur című 1561-es könyvében.

### Németországban
Végül kevés a német madrigalista: Hans Leo Haßler, Giovanni Gabrieli tanítványa az 1596-os Madrigalen und Canzonetten című gyűjteményében az olasz madrigálstílust a Lied stílusával ötvözte, Johann Hermann Schein pedig az 1624-es Diletti musicaliban. a stile concertante a basso continuo auf Madrigal – Manier bevonásával.

## Bibliográfia
- Massimo Mila: A zene rövid története, Einaudi, Torino, 1963
- AA: VV:, Zene, történelmi enciklopédia, Torino, UTET, Torino, 1966
- Marco Bizzarini, Luca Marenzio, NeoClssica, Róma, 2017 ISBN 978-88-9374-014-2
- Franco Abbiati: Zenetörténet, Garzanti, Milánó, 1971
- Elvidio Surian: Zenetörténeti kézikönyv, Rugginenti Editore. I. köt. ISBN 88-7665-038-5

## Fordítás
- Ez a szócikk részben vagy egészben  a   Madrigale című olasz Wikipédia-szócikk ezen változatának fordításán alapul.  Az eredeti cikk szerkesztőit annak laptörténete sorolja fel. Ez a jelzés csupán a megfogalmazás eredetét és a szerzői jogokat jelzi, nem szolgál a cikkben szereplő információk forrásmegjelöléseként.